# ラミ・アル・ハッジ
ラミ・アル・ハッジ（Rami Al Hajj, 2001年9月17日 - ）は、レバノン・ベイルート県ベイルート出身のスウェーデン国籍のサッカー選手。デンマーク・スーペルリーガ・オーデンセBK所属。ポジションはMF。

## クラブ経歴
2008年にファルケンベリFFのユースアカデミーに入団。10年間過ごした後2018年にSCヘーレンフェーンのユースチームに入団。同年10月にU-19チームに昇格し、2019年3月には早くもトップチームに昇格。2019-20シーズン途中まで17試合8得点を記録し、2020年1月に正式にトップチームに登録。1月19日のフェイエノールト戦でプロデビューを果たした。
2023年6月14日、オーデンセBKに移籍した。

## 代表歴
2020年よりU-20のスウェーデン代表に招集されている。

## 人物
- 2001年にレバノンの首都ベイルートで生まれ、2歳の時に家族と共にスウェーデン・ハッランド県ファルケンベリに移住してきた、